# TU (гурт)
TU — експериментальний інструментальний американський гурт-дует, створений у 2002 році учасниками гурту King Crimson Треєм Ганном і Петом Мастелотто. Гурт випустив офіційний бутлег-альбом, один студійний альбом, один мініальбом і один концертний альбом. Музика дуету значною мірою базується на імпровізації, семплах та джазових елементах. Обидва засновники гурту є також учасниками супергурту KTU.
Трей і Мастелотто познайомилися в 1993 році в студії Пітера Гебріела. У 1994 році Роберт Фріпп запросив їх обох у свій гурт King Crimson. Дует народився під час репетицій альбому The Power to Believe: після завершення репетицій Трей і Мастелотто продовжували грати. Їхній перший компакт-диск став результатом цих вечірніх сесій.
На кількох концертах TU відкривали тур 10,000 Days гурту Tool.

## Дискографія
- 2002: Thunderbird Suite[4]
- 2003: TU[5]
- 2004: Official Bootleg[6]
- 2011: Live in Russia[7]